# Gla

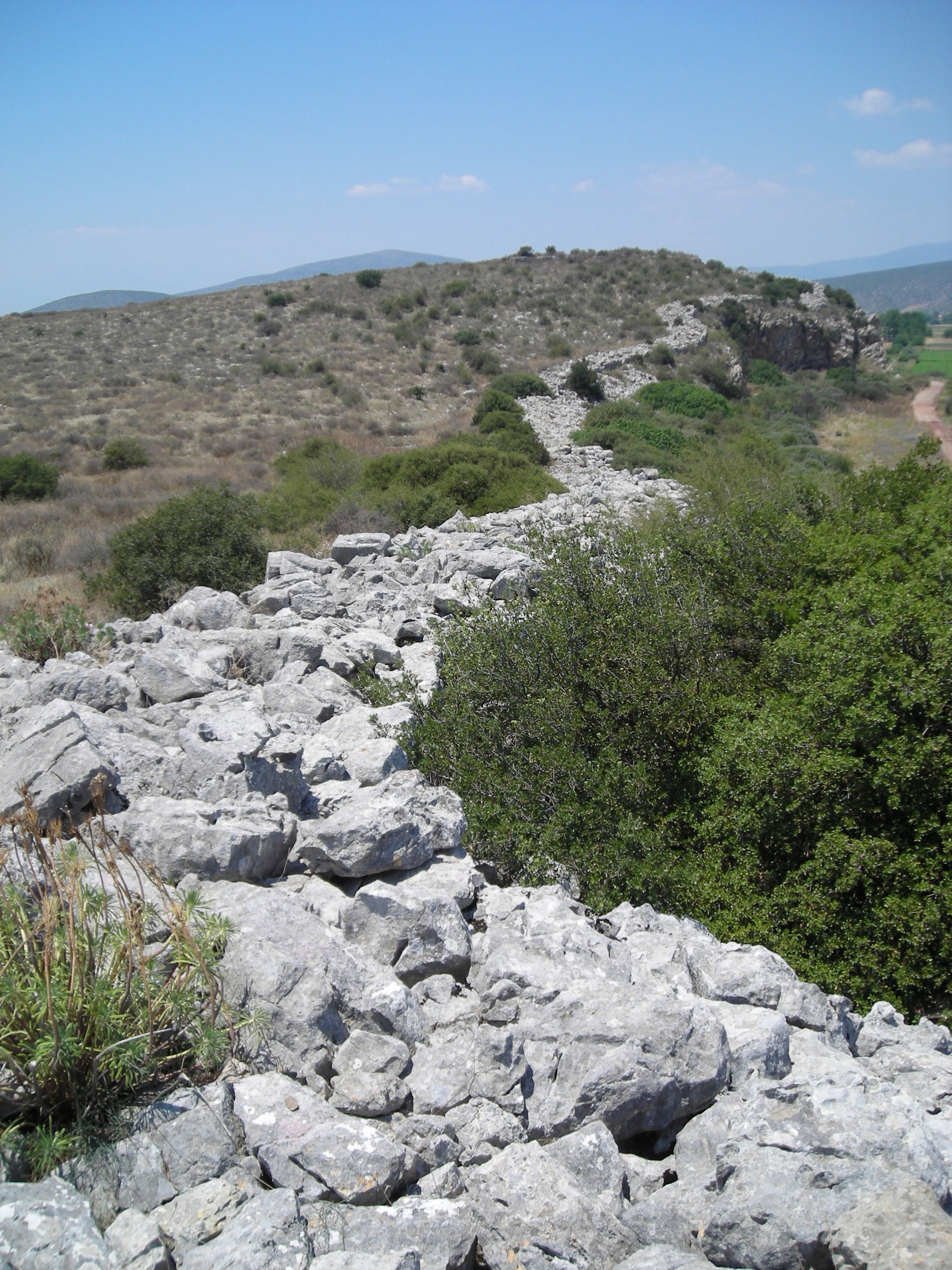
Restos de las murallas de Gla.

Gla era un reducto fortificado de la civilización micénica, ubicado en la región de Beocia. Se construyó en una platea de piedra caliza que emerge del lago Copaide, a unos 20 km al este de Orcómeno, y 2 km al sur este de la villa de Kastro, y unos 2 km al este de la ruta principal que conecta Tebas con las Termópilas.

## Investigaciones arqueológicas
La ciudadela de Gla ha sido excavada en diferentes campañas que tuvieron lugar en 1893 (por André de Ridder), 1955-1961 (dirigidas por Ioannis Trepsiadis), 1981-1983 y 1990-1991 (dirigidas por Spyros Iakovidis). Otros trabajos arqueológicos llevados a cabo en la década de 1980 encontraron restos de un asentamiento en la llanura situada al oeste de la fortificación. 
En 2010-2011 se ha hecho un estudio geofísico dirigido por Jristofilis Maggidis que produjo novedosos e importantes resultados. Entre 2018 y 2019 se realizaron nuevas excavaciones, dirigidas por Elena Kountouri, que hallaron restos de cerámica, herramientas, frescos y estatuillas. Un hallazgo singular fue una doble hacha de bronce.
Por los hallazgos de las excavaciones se estima que el recinto fortificado se construyó a principios del siglo XIII a. C. y fue destruido poco antes del año 1200 a. C.

## Muralla
La ciudadela se encuentra rodeada de grandes muros que tenían un perímetro de unos 3 km y un espesor de entre 5 y 5,50 m y que tenía al menos cuatro puertas. Se trata del recinto fortificado más grande que se ha conservado del periodo micénico.

## Edificio principal
En la parte elevada hacia el extremo oeste de la ciudadela, a lo largo de la pared norte, existe una estructura de dos alas con forma de L similar a un palacio, que cubre una extensión de 1870 m² y se distribuía en muchas habitaciones.

## Otros edificios
Hacia el sur de esta estructura había dos edificios angostos, ubicados en forma paralela, que probablemente fueran espacios de almacenamiento. Una habitación de uno de estos edificios contenía grano que se carbonizó cuando el sitio fue destruido por un incendio hacia el año 1200 a. C. Esta evidencia hace suponer que el edificio servía de almacén de grano y centro de distribución para la ciudadela y su área circundante.
Por otra parte, los estudios geofísicos que se llevaron a cabo en 2010-2011 mostraron que en la parte del recinto que parecía estar vacío había estructuras que podrían ser complejos residenciales de diferentes tamaños, talleres y almacenes. Sobre algunos de ellos también se ha sugerido que podrían haber sido puestos de guardia.

## Hipótesis sobre su significado

Mapa con algunos de los principales yacimientos arqueológicos micénicos. Se puede observar que el yacimiento de Gla está a medio camino entre Tebas y Orcómeno.

La arqueología ha demostrado que el lago Copaide fue drenado a través de un complejo sistema en el periodo micénico. Por ello, no cabe duda de que la ciudadela de Gla estaba relacionada con esta obra de ingeniería. Se cree que habría sido el lugar desde donde se supervisaban las obras; desde donde se controlaban y se recogían los cultivos, y que además servía como protección para los asentamientos que había en torno al lago.
Con respecto a la estructura en forma palacial con dos megara separados, se ha sugerido que pudo haber albergado a dos funcionarios de alto nivel de dos reinos diferentes, por lo que quizá el asentamiento de Gla fuera un proyecto conjunto de los palacios de Tebas y Orcómeno para convertir el lago Copaide en una gran llanura muy fértil para los cultivos.
Antes de los estudios geofísicos llevados a cabo en 2010-2011, el panorama que ofrecía la ciudadela era que la mayor parte del espacio interior se encontraba vacío. Sin embargo, tras los más recientes estudios que descubrieron nuevas estructuras, Maggidis ha postulado la hipótesis de que Gla podría haber sido el lugar donde se habrían trasladado los habitantes de Orcómeno así como su palacio después de la desecación del lago Copaide, mientras que la anterior acrópolis de Orcómeno se habría mantenido como un lugar tradicional de culto y de enterramiento. Elena Kountouri, no obstante, ha señalado que todavía no puede establecerse con seguridad cuál era la relación de la fortificación de Gla con Orcómeno.